# Claude Boullé
 (octobre 2021).
Pour les articles homonymes, voir Boullé.
Claude Boullé, né à Paris en 1934, est un minéralogiste français, spécialiste de la pierre-paysage ou paésine, en France.

## Études
Ses études de minéralogie et de pétrographie le conduisent à rechercher dès sa jeunesse, des gisements en France comme à l’étranger.
Bientôt inspiré par son goût pour la poésie, il laisse la minéralogie classique pour se tourner vers les pierres graphiques. Les « pierres à masures » décrites par Pline le Jeune (Ier siècle) et Ulisse Aldrovandi (XVIe siècle) puis incluses dans les cabinets italiens des Médicis le fascinent.
Se rendant souvent en Toscane, Italie, il recherche des terrains nouvellement retournés, des éboulis de travaux de terrassements où les blocs apparaissent. Le principal gisement de la pietra paesina étant fermé, il découvre d’autres sites devenus pour la plupart inaccessibles de nos jours.
Il explore le graphisme et l’aspect paysager de ces pierres. Elles deviennent bientôt objets d’art et de curiosité auprès de l’écrivain Roger Caillois et du surréaliste André Breton qui en font collection. Quelques-unes de ces pierres-paysages seront ainsi présentes lors des ventes de leurs collections en 1993 et en 2003, à l’Hôtel Drouot.

## Des pierres graphiques
Bientôt, il ouvre sa propre galerie au 28 Rue Jacob, Paris 6e. Il y reçoit un public éclectique et passionné. On y croise aussi bien les écrivains Yves Bonnefoy, Jorge Baltrusaïtis ou Kenneth White que les acteurs du people. Citons encore les architectes Fernand Pouillon et Michel Andrault amateurs de paesine, le designer Serge Mouille pour les coulées de lave de l’Utah, le peintre Raoul Ubac pour les marbres métallifères, le professeur Pierre Nora et bien d’autres…
Ses recherches géologiques le mènent à développer ses collections. Les septarias espagnoles aux étranges figures étoilées sur fond noir, les marbres anglais de Bristol aux arbres gris tourmentés, les jaspes orbiculaires de Madagascar aux taches de toutes couleurs, les silex bourguignons ou polonais aux marbrures grises concentriques, les grès chinois zébrés et autres pierres graphiques se succèdent dans ses vitrines.
Mais rien ne vaut la bella paesina, qu’il recherche, coupe et polit lui-même.
Physiquement, il s’agit d’un marbre tendre, enfoui sous terre, où peu à peu s’infiltrent les oxydes de toutes sortes, principalement de manganèse et de fer. Ils y forment d’étranges dessins, tantôt ruines fauves, tantôt grottes ou mers grises et bleues, toujours différentes suivant l’épaisseur de la coupe. Et c’est là que Claude Boullé recrée la pierre, la visionne, la travaille, tel un photographe du lithique, un artisan du rêve. Chacun y voit ce qu’il veut y voir, ce que le dessin lui inspire : parfois un marécage, parfois une cité engloutie ou des obélisques fantastiques…
Dans son atelier situé en Béarn, au pied des Pyrénées, il est le seul à travailler, du bloc au « produit fini », cette pierre-paysage qui a façonné sa vie.

## Sources
- Jurgis Baltrusaitis, Aberrations, 1957 ; Flammarion, 1983
- Roger Caillois, L'Écriture des pierres, Skira, 1970 ; Flammarion, 1981.
- Roger Caillois, Pierres, Poésie/Gallimard, 1971
- Roger Caillois, Obliques précédé de Images, images..., Gallimard, 1987, L'agate de Pyrrhus, p. 93-111  (ISBN 2-07-070832-2)
- Anne-Marie Minvielle, « Rêves de pierres, marbres florentins, pierres-paysages et pierres d'ornementation », La Gazette de l'Hôtel Drouot, 24 novembre 2000.
- Anne-Marie Minvielle, « L'imaginaire des pierres » (dossier), La Gazette de l'Hôtel Drouot, 7 janvier 2011, p. 161-169.